# Ignacio Martínez de Pisón
Ignacio Martínez de Pisón Cavero (Saragossa, Aragó, 1960) és un escriptor i guionista aragonès.

## Biografia
Ignacio Martínez de Pisón és el segon fill d'un militar, amb avantpassats carlistes per part de mare. Orfe de pare des dels nou anys, va viure part de la seva infantesa a Logronyo i la resta a Saragossa, on va estudiar amb els jesuïtes. Es va llicenciar en Filologia Hispànica a la Universitat de Saragossa i en Filologia Italiana a Barcelona, ciutat on resideix des de 1982. Especialment inclinat per la novel·la i la narració curta, ha escrit també el guió cinematogràfic per a l'adaptació al cinema que va fer el director espanyol Emilio Martínez Lázaro de Carreteras secundarias el 1997. El 2003 el realitzador francès Manuel Poirier va tornar a portar aquesta novel·la a la pantalla gran amb el títol de Chemins de traverse. Les seves novel·les han estat traduïdes a una dotzena d'idiomes.
Ha fet adaptacions per al teatre (El filo de unos ojos), ha escrit el guió de Las 13 rosas amb Emilio Martínez Lázaro pel qual va ser candidat a millor guió original als premis Goya, i és coautor al costat de Fernando Trueba del guió de Chico & Rita, pel·lícula d'animació dirigida per Fernando Trueba, Javier Mariscal i Tono Errando. Ha escrit articles de premsa en diversos diaris i crítica literària als suplements literaris d'ABC i El País. Està casat amb María José Belló, filla del jugador i entrenador del Reial Saragossa Luis Bello, amb qui té dos fills, Eduardo i Diego. És fill predilecte de Saragossa.

## Literatura
A El tiempo de las mujeres, una novel·la complexa i ambiciosa, relata la història de tres germanes sobre el teló de fons de la transició democràtica espanyola. D'aquesta forma la mort del pare de totes elles adquireix un cert valor simbòlic, ja que han d'accedir, de sobte, a la maduresa. La jove María se sent forçada a ocupar el buit que ha deixat el pare, ja que la mare és desassistida i immadura, la seva germana Carlota eixelebrada i mística i l'altra, Paloma, només sembla pensar a escapar-se de casa. La novel·la resulta de l'ensorrament de les il·lusions de cadascuna de les tres germanes i la casa familiar, Villa Casilda, simbolitza una infantesa feliç i unida de la qual la mort del pare les treu, independitzant el destí de cadascuna d'elles. Es tracta d'una novel·la de formació o Bildungsroman femení que utilitza tres diferents narradores en primera persona, on el veritable tema és la coincidència entre maduració i solitud i la trama va avançant des de l'inicial humor al desencant i el drama.
A la seva obra més assagística Enterrar a los muertos, dona forma narrativa al fet real de l'assassinat de José Robles Pazos i la seva investigació per part del novel·lista nord-americà John Dos Passos. José Robles i John Dos Passos es van conèixer a finals de 1916, i la seva amistat només es va interrompre amb la mort del primer el 1937. Robles va traduir el Manhattan Transfer de Dos Passos a l'espanyol i era un republicà fervent que el juliol de 1936 no va dubtar a posar-se al servei del govern legítim. Un temps després, va ser detingut a València pels serveis secrets soviètics i va desaparèixer. John Dos Passos no va saber del seu assassinat fins a abril de 1937, quan es trobava a Espanya col·laborant en un documental de propaganda republicana. Entossudit a esbrinar la veritat, va xocar contra una espessa conspiració de silenci i mentides, i el que llavors va entreveure acabaria determinant la seva evolució ideològica i provocant la ruptura de la seva vella amistat amb Ernest Hemingway. Ignacio Martínez de Pisón es va documentar amb rigor i va il·luminar un fosc capítol del passat recent amb un fresc de la història col·lectiva d'Espanya que planteja l'important problema moral de la dignitat en un règim totalitari sota l'aparent motlle d'una novel·la policial.
El 2015 va obtenir el Premi Nacional de Literatura.

## Obres[2]
- La ternura del dragón (1984), Premi Casino de Mieres
- María Bonita (2000), Premi Pere Saputo de les Lletres Aragoneses en llengua castellana
- Enterrar a los muertos (2006), Premi Rodolfo Walsh a la millor obra de no ficció policíaca, i Premi Dulce Chacón
- Dientes de leche (2009, Premi Arzobispo Juan de San Clemente
- El día de mañana (2011), Premi Ciutat de Barcelona de Literatura en Llengua Castellana, Premi Espartac a la millor novel·la històrica
- La buena reputación (2014), Premi Cálamo Llibre de l'any

Ha traduït obres dels autors italians Del Giudice i G. Morselli.
Igualment ha participat en antologies i llibres col·lectius com El cuento hoy en España (1988); Cuentos barceloneses (1989); Estrategias de la memoria (1990), Aeropuerto de Funchal (2009) o Partes de guerra (2009).
El 1990 el relat «El filo de unos ojos», inclòs en la seva obra Alguien te observa en secreto, va ser portada als escenaris. La seva novel·la Carreteras secundarias va ser adaptada al cinema en 1997 per Emilio Martínez-Lázaro.